# Seznam španělských bitevních lodí

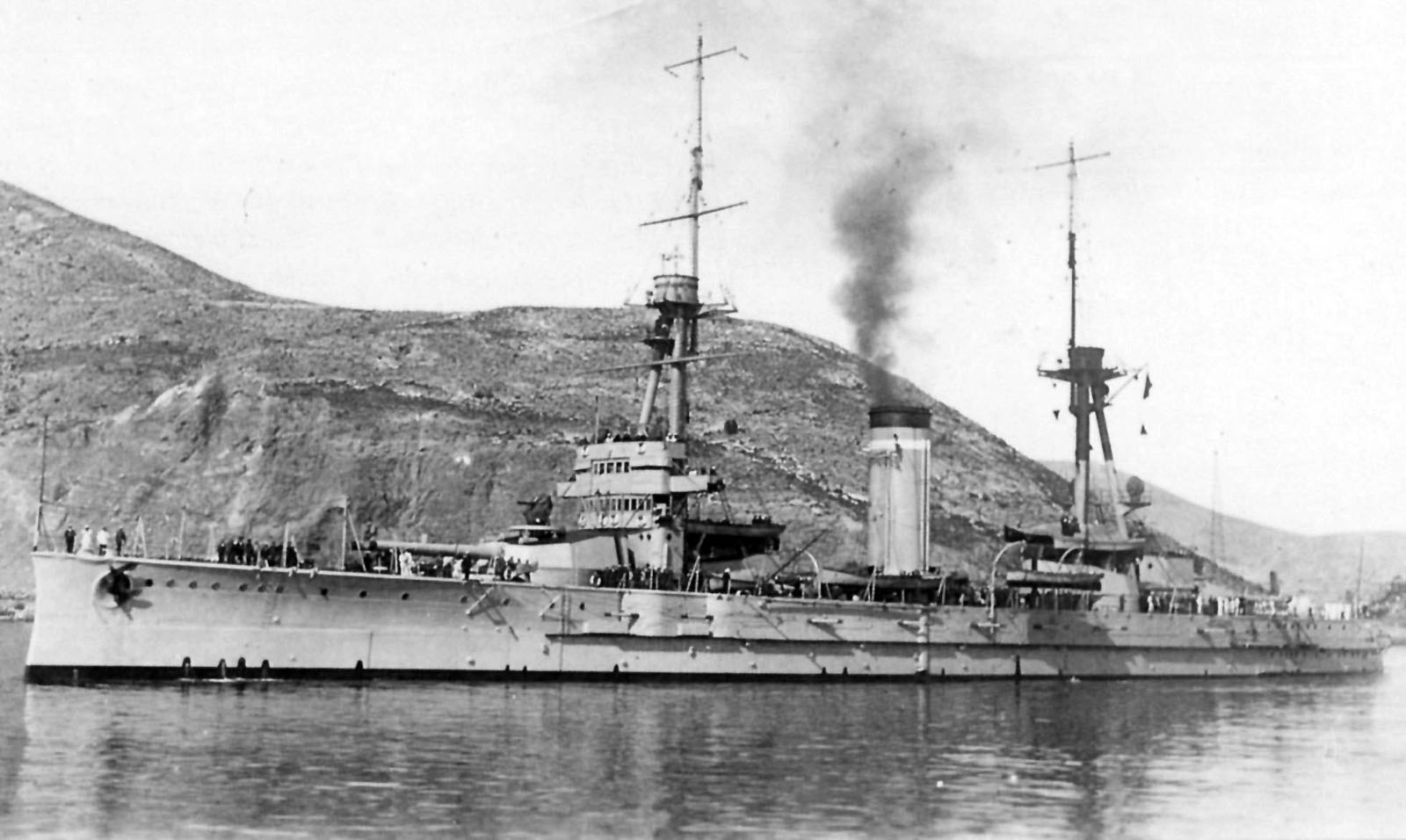
Bitevní loď España

Moderní plán bitevní lodě Alfonso XIII

Seznam španělských bitevních lodí obsahuje všechny bitevní lodě, které sloužily u Španělského námořnictva.

## Seznam lodí

### TřídaEspaña
- España - potopena
- Alfonso XIII - potopena
- Jaime I - potopena

### TřídaReina Victoria Eugenia
- Reina Victoria Eugenia - stavba zrušena
- B - stavba zrušena
- C - stavba zrušena